# Claus Henning Schapper
Claus Henning Schapper (* 15. November 1937 in Königsberg) ist ein Verwaltungsjurist und war Ministerialbeamter. Er war von 1990 bis 1998 Staatssekretär im Niedersächsischen Innenministerium und von 1998 bis 2002 Staatssekretär im Bundesinnenministerium.

## Leben
Seine Familie floh bei Kriegsende aus Ostpreußen über Prenzlau nach Hannover. Dort besuchte Schapper ab 1947 die Tellkampfschule. Nach seinem Abitur 1956 studierte er Rechtswissenschaften an den Universitäten in München, Hamburg und Göttingen; 1961 legte er das erste juristische Staatsexamen ab. Nach Ablegung des zweiten juristischen Staatsexamens trat er 1966 als Regierungsassessor in die niedersächsische Steuerverwaltung ein. Ab 1968 wurde Schapper Dezernent beim Niedersächsischen Gemeindetag. 1970 wechselte er ins Niedersächsische Innenministerium, wo er zunächst an der Verwaltungs- und Gebietsreform in Niedersachsen mitwirkte und später Referent für Kabinetts- und Wahlrecht sowie Landeswahlleiter war.
1974 wurde Schapper stellvertretender Abteilungsleiter in der Niedersächsischen Staatskanzlei; 1977 kehrte er ins Innenministerium des Landes zurück, wo er u. a. mit Datenschutz befasst war. Vom 10. Mai 1982 bis zum 20. Juni 1990 fungierte er als Landesdatenschutzbeauftragter der Freien und Hansestadt Hamburg.
Vom 21. Juni 1990 bis zum 28. Oktober 1998 amtierte Schapper als Staatssekretär im Niedersächsischen Innenministerium. Als solcher war er auch Aufsichtsratsvorsitzender der Spielbanken Niedersachsen GmbH, die aus der niedersächsischen Spielbankenaffäre hervorgegangen war.
Von 1998 bis zu seinem Eintritt in den Ruhestand 2002 war er Staatssekretär im Bundesinnenministerium. In dieser Funktion war er ab 2000 zentraler Koordinator für Sicherheitsfragen für die Bargeldeinführung des Euro.
Schapper ist Mitglied der SPD.